# 보자르 삼중주단
보자르 삼중주단은 생동감, 정서적 깊이 및 광범위한 레퍼토리로 유명한 피아노 삼중주단으로,  1955년 7월 13일, 오늘날 탱글우드 음악 센터(Tanglewood Music Center)로 알려진 미국 매사추세츠주 레녹스의 버크샤이어 음악 페스티벌(Berkshire Music Festival)에서 데뷔했다. 그들의 마지막 미국 콘서트는 2008년 8월 21일 탱글우드에서 열렸다. 라이브로 웹캐스트되었다. 그들의 마지막 콘서트는 2008년 9월 6일 스위스 루체른에서 열렸다.
보자르 삼중주단은 전체 표준 피아노 트리오 레퍼토리를 녹음했다. 2005년 트리오는 두 개의 특별 CD 발행으로 50주년을 기념했다. 하나는 오랜 녹음(필립스), 다른 하나는 새로운 컬렉션(워너 레코드)이다.